# ستة عمالقة من مئوية وزدن
ستة عمالقة من مئوية وزدن هم ستة لاعبي كريكيت اعتبرهم السير نيفيل كاردوس في عام 1963م من أبرز اللاعبين خلال المائة عام الماضية. قام نفيل كاردس باختياره بناءً على طلب من ناشر كتاب «تقويم وزدن للاعبي الكريكيت» بعد إصدارهم التقويم السنوي المئة، في تلك السنة.

## اختيار
حسب الترتيب الأبجدي، تم اختيار اللاعبين الستة:
- سيدني بارنز
- دون برادمان
- WG جريس
- جاك هوبز
- توم ريتشاردسون
- فيكتور ترامبر

## البدائل
كان كاردس مدركًا أن أي اختيار من هذا القبيل سيكون مثيرًا للجدل، فكتبَ: أستطيع بالفعل أن أسمع في مخيلتي ألف صوت معترض (بما في ذلك صوتي). ثم قام بتسمية أكثر من عشرة لاعبين آخرين اعتبرهم من أجل الشرف:
- رانجيت سنهجي
- فريد سبوفورث
- ويلفريد رودس
- جوني تيلديسلي
- تشارلي ماكارتني
- أوبري فوكنر
- بيل أورايلي
- كيث ميلر
- فرانك وولي
- راي ليندوال
- لين هوتون
- BJT Bosanquet
- بارت كينج

بالنظر إلى أن كاردس كان يتخذ القرار، فإن إغفال رودس هو أكبر مفاجأة. في مكان آخر، كتب كاردس أنه سوف يثني أي قاعدة لضمان أن ويلفريد في فريقي.
أوضح كاردوس أنه بحث عن أكثر من مجرد الضربات الرائعة والبولينج الماهر. لقد أراد اللاعبين الذين، بالإضافة إلى تسجيل الأهداف وأخذ الويكيت، أعطوا أسلوب وأسلوب الكريكيت تطورًا جديدًا واتجاهًا جديدًا. بعبارة أخرى، لم يكن يريد لاعبين رائعين فقط بل لاعبين مبدعين (استخدم كاردوس الحروف المائلة بنفسه). 

## المنطق
تضمنت أسبابه المعلنة لكل من الخيارات الستة التعليقات التالية:
WG جريس:
لم يهيمن أي من هؤلاء (اللاعبين العظماء الآخرين) ، ولا حتى السير جاك (هوبز) ، لعقود على جميع اللاعبين الآخرين، ولم يستمر أي منهم لفترة طويلة.
بطريقة ما اخترع ما نسميه الآن لعبة الكريكيت الحديثة. شهرته الوطنية مليئة بـ ملاعب الكريكيت في كل مكان. وضع أسس اقتصاد المقاطعة للكريكيت. تسبب اكتساح طاقته وسلطته وبراعته ووجوده الشخصي في توسيع لعبة الكريكيت إلى ما بعد اللعبة. حملت كتلته وخطواته لعبة الكريكيت إلى الطرق السريعة في حياتنا الوطنية. أصبح ممثل فيكتوريا ، شخصية الأب.
جاك هوبز:
السير جاك هو لاعب الكريكيت الوحيد الذي يمكننا القول بإنصاف أنه ينحدر مباشرة من WG مسلحة، مثل Jove. لم أره قط يصاب بسكتة دماغية غير متعلم. عندما أساء تقدير طبيعة الكرة، كان بإمكانه، بطبيعة الحال، القيام بالضربة الصحيحة الصحيحة. لم يكتفِ فقط بتوسيع فن الضرب واتقانه ؛ قام، مثل WG ، بتوسيع وتعزيز جاذبية وتاريخ لعبة الكريكيت.
... خمر هوبز، سيد عصرنا. . .
توم ريتشاردسون:
اخترت ريتشاردسون كواحد من الستة، وليس على افتراض أنه كان أعظم لاعب سريع في القرن، على الرغم من أنه كان بالتأكيد في الجري.
اعتبره تجسيدًا محققًا تمامًا اللاعب الرامي السريع حيث يحلم كل تلميذ ويأمل أن يكون يومًا ما هو نفسه. كان ريتشاردسون، في أوج حياته، عملاقًا وسيمًا داكن اللون، رشيقًا، عضليًا، واسع الكتفين، وطاقته على ما يبدو لا تنضب.
لقد كان بالفعل لاعب الرامي السريع المثالي، الذي كان يستهدف جذوع الأشجار، ودائمًا في الهجوم. قفزته قبل تحريك ذراعه اليمنى كانت رائعة في الاتزان. لم يرسل كرة دفاعية أبدًا. كان سيكون فخورًا جدًا.
قال لي أي سي ماكلارين: لقد حاول الحصول على نصيب كل كرة. صادق توم دعونا نتذكره من خلال هاتين الكلمتين من تكريم ماكلارين صادق توم.
فيكتور ترامبر:
من غير المجدي أن نسأل من كان أعظم رجل المضرب هناك رتب مختلفة من العظمة. الموهبة، حتى العبقرية، مشروطة بالظروف المادية التي تتطور فيها.
كان فيكتور ترامب تجسيدًا للشجاعة أثناء قيامه بتشغيله. لقد كان ضاربًا شهمًا، لا شيء لئيم أو فظاظة في أي من تحركاته أو نواياه في الويكيت. كتب سي بي فراي عنه لم يكن لديه أسلوب، لكنه كان كل الأناقة.
ولكن ليس من خلال حساب عدد مرات تشغيل فيكتور، وليس من خلال النظر إلى أي سجلات، ستحصل على أدنى فكرة عن لعبة الكريكيت الرائعة التي يمتلكها ترامب. يمكنك أيضًا عد نغمات موسيقى موزارت .
سيدني بارنز:
اتفق معظم لاعبي الكريكيت وطلاب اللعبة الذين ينتمون إلى الفترة التي لعب فيها SF Barnes على أنه كان لاعب الرامي في القرن. صوته الأستراليون والإنجليز بالإجماع على أنه الأعظم.
أخبرني كليم هيل، ضارب المضرب الأسترالي الشهير، أن بارنز يستطيع أن يتأرجح بالكرة الجديدة للداخل والخارج في وقت متأخر جدًا، ويمكن أن يدور من الأرض، ويلعب على جذع الساق ويفوتها.
كان بارنز يتمتع بعمل مستقيم رائع، ذراعه اليمنى مستقيمة. ركض في خطوات سهلة، ولم يهدر بنس واحد من الطاقة. كان يلامس كرة الكريكيت بحساسية، مثل كمان عازف الكمان. كان دائما يهاجم.
دون برادمان:
يجب أن يُطلق على السير دونالد برادمان (يُشار إليه فيما بعد باسم برادمان أو الدون) ، صانع الألعاب الأكثر براعة وغزارة في الإنتاج الذي عرفته اللعبة حتى الآن. باختصار، كان ضاربًا عظيمًا. جادل النقاد بأنه كان ميكانيكيًا. هكذا هي طائرة تحلق بشكل مهيب.
كان الاختلاف بين برادمان وفيكتور ترامب مضاربين، في الواقع هو الفرق بين طائرة وابتلاع أثناء الطيران.
بمناقشته بالكامل من وجهة نظر كاتب في اللعبة، يسعدني أن أقول إنه كان بالنسبة لي دافعًا دائمًا للأفكار. عمود جريدة لا يمكن أن يحتويه. لقد كان، بقدر ما يمكن أن يكون لاعب كريكيت، عبقريًا.

## روابط خارجية
- Wisden Cricketers 'Almanack 1963.